# André Ribeiro
André Ribeiro (São Paulo, 18 de enero de 1966-Ib., 22 de mayo de 2021) fue un piloto de automovilismo brasileño que compitió en CART desde 1995 hasta 1998.

## Carrera profesional
Ribeiro comenzó su carrera en el karting y terminó segundo en el Campeonato Paulista de Kart, el campeonato nacional de karting de Brasil, durante tres años consecutivos entre 1986 y 1988. En 1989 se trasladó a competir en la Fórmula Ford terminando tercero en su temporada de debut en el Campeonato Nacional de Fórmula Tres de Brasil. En 1990 se trasladó a la Fórmula Opel, donde compitió con el equipo Lotus Nederland. En 1991 se mudó a la Fórmula 3 británica, donde condujo primero para Paul Stewart Racing y luego para Fortec Motorsport. En 1994 condujo Indy Lights para Tasman Motorsports y terminó segundo en su temporada de debut en 1994, donde ganó cuatro carreras.
Ribeiro permaneció con Tasman Motorsports cuando se mudó a CART en 1995 y permanecería con ellos hasta 1997. Terminó 18º en las 500 Millas de Indianápolis de 1995 y ganó en New Hampshire. En 1996 ganó dos carreras ovaladas en su tierra natal, Jacarepaguá y en Michigan, y terminó cuarto en las US 500. El piloto ocupó el cuarto lugar en puntos. En 1997 obtuvo un tercer lugar en Toronto y un cuarto lugar en Laguna Seca. Para la temporada 1998, Ribeiro permaneció en CART pero se mudó al Team Penske, donde anotó solo 13 puntos sin top 5. Se retiró al final de la temporada de 1998.
El brasileño recibió una oferta para trabajar con Roger Penske en América del Sur, con United Auto, que opera más de 15 concesionarias de automóviles en São Paulo. También promovió la Fórmula Renault brasileña y la Copa Renault Clio junto a Pedro Diniz.
Ribeiro murió el 22 de mayo de 2021, a los 55 años, de cáncer colorrectal.

## Resultados

### Indy Lights
| Año     | Equipo             | 1     | 2      | 3      | 4     | 5     | 6     | 7     | 8     | 9     | 10    | 11    | 12    | Pos. | Puntos |
| ------- | ------------------ | ----- | ------ | ------ | ----- | ----- | ----- | ----- | ----- | ----- | ----- | ----- | ----- | ---- | ------ |
| 1994    | Tasman Motorsports | PHX 4 | LBH 20 | MIL 17 | DET 4 | POR 1 | CLE 5 | TOR 2 | MDO 1 | NHA 2 | VAN 1 | NAZ 2 | LAG 1 | 2.º  | 170    |
| Fuente: |                    |       |        |        |       |       |       |       |       |       |       |       |       |      |        |

### CART
| Año     | Equipo             | Chasis       | Motor         | 1      | 2      | 3      | 4       | 5      | 6       | 7      | 8      | 9      | 10     | 11     | 12     | 13     | 14     | 15     | 16     | 17     | 18     | 19     | Pos. | Puntos |
| ------- | ------------------ | ------------ | ------------- | ------ | ------ | ------ | ------- | ------ | ------- | ------ | ------ | ------ | ------ | ------ | ------ | ------ | ------ | ------ | ------ | ------ | ------ | ------ | ---- | ------ |
| 1995    | Tasman Motorsports | Reynard 95i  | Honda         | MIA 21 | SRF 23 | PHX 26 | LBH 12  | NZR 11 |         |        |        |        |        |        |        |        |        |        |        |        |        |        | 17.º | 38     |
| 1995    | Tasman Motorsports | Reynard 95i  | Honda         |        |        |        |         |        | INDY 18 | MIL 25 | DET 18 | POR 14 | ROA 4  | TOR 13 | CLE 27 | MIS 21 | MDO 27 | NHA 1  | VAN 23 | LAG 26 |        |        | 17.º | 38     |
| 1996    | Tasman Motorsports | Lola T96/00  | Honda         | MIA 16 | RIO 1  | SRF 8  | LBH 27  | NZR 12 | 500 4   | MIL 8  | DET 24 | POR 7  | CLE 20 | TOR 21 | MIS 1  | MDO 8  | ROA 19 | VAN 21 | LAG 19 |        |        |        | 11.º | 76     |
| 1997    | Tasman Motorsports | Lola T97/00  | Honda         | MIA 12 | SRF 6  | LBH 14 | NZR 26  | RIO 15 | STL 10  | MIL 26 | DET 25 | POR 13 |        |        |        |        |        |        |        |        |        |        | 14.º | 45     |
| 1997    | Tasman Motorsports | Reynard 97i  | Honda         |        |        |        |         |        |         |        |        |        | CLE 14 | TOR 3  | MIS 23 | MDO 10 | ROA 22 | VAN 10 | LAG 4  | FON 17 |        |        | 14.º | 45     |
| 1998    | Penske Racing      | Penske PC-27 | Mercedes-Benz | MIA 17 | MOT 9  | LBH 22 | NZR DNQ | RIO 22 | STL 20  | MIL 18 | DET 16 | POR 15 | CLE 22 | TOR 23 | MIS 28 | MDO 10 | ROA 25 | VAN 7  | LAG 14 | HOU 17 | SRF 13 | FON 28 | 22.º | 13     |
| Fuente: |                    |              |               |        |        |        |         |        |         |        |        |        |        |        |        |        |        |        |        |        |        |        |      |        |